# Campeonato Mundial de Lucha de 1994
El XLVI Campeonato Mundial de Lucha se realizó en tres sedes diferentes: la lucha grecorromana en Tampere (Finlandia) entre el 8 y el 11 de septiembre, la lucha libre masculina en Estambul (Turquía) entre el 24 y el 28 de agosto y la lucha libre femenina en Sofía (Bulgaria) entre el 6 y el 7 de agosto de 1994. Fue organizado por la Federación Internacional de Luchas Asociadas (FILA) y las correspondientes federaciones nacionales de los países sedes respectivos.

## Resultados

### Lucha grecorromana masculina
| Evento | Oro                             | Plata                       | Bronce                         |
| ------ | ------------------------------- | --------------------------- | ------------------------------ |
| 48 kg  | Wilber Sánchez Amita · Cuba     | Alexandr Pavlov Bielorrusia | Guela Papashvili Georgia       |
| 52 kg  | Alfred Ter-Mkrtchyan · Alemania | Natiq Eyvazov Azerbaiyán    | Andri Kalashnykov · Ucrania    |
| 57 kg  | Yuri Melnichenko · Kazajistán   | Alexandr Ignatenko · Rusia  | Dennis Hall Estados Unidos     |
| 62 kg  | Serguei Martynov · Rusia        | Ivan Ivanov Bulgaria        | Włodzimierz Zawadzki · Polonia |
| 68 kg  | Islam Duguchiyev · Rusia        | Ghani Yalouz Francia        | Biser Gueorguiev Bulgaria      |
| 74 kg  | Mnatsakan Iskandarian · Rusia   | Józef Tracz · Polonia       | Torbjörn Kornbakk · Suecia     |
| 82 kg  | Thomas Zander · Alemania        | Tuomo Karila · Finlandia    | Valeri Tsilent Bielorrusia     |
| 90 kg  | Gogui Koguashvili · Rusia       | Viacheslav Olinyk · Ucrania | Maik Bullmann · Alemania       |
| 100 kg | Andrzej Wroński · Polonia       | Bakur Goguitidze Georgia    | Heorhi Saldadze · Ucrania      |
| 130 kg | Alexandr Karelin · Rusia        | Héctor Milián Pérez · Cuba  | Petro Kotok · Ucrania          |

### Lucha libre masculina
| Evento | Oro                          | Plata                            | Bronce                           |
| ------ | ---------------------------- | -------------------------------- | -------------------------------- |
| 48 kg  | Alexis Vila Perdomo · Cuba   | Jung Soon-Won Corea del Sur      | Piotr Yumshanov · Rusia          |
| 52 kg  | Valentin Yordanov Bulgaria   | Namiq Abdullayev Azerbaiyán      | Golamreza Mohamadi Irán          |
| 57 kg  | Alejandro Puerto Díaz · Cuba | Mohamad Talaei Irán              | Bagautdin Umajanov · Rusia       |
| 62 kg  | Magomed Azizov · Rusia       | Siarhei Smal Bielorrusia         | Giovanni Schillaci · Italia      |
| 68 kg  | Alexander Leipold · Alemania | Jesús Rodríguez Garzón · Cuba    | Keniebek Omuraliyev · Kirguistán |
| 74 kg  | Turan Ceylan Turquía         | Victor Peicov Moldavia           | Behruz Yari Irán                 |
| 82 kg  | Lukman Jabrailov Moldavia    | Sebahattin Öztürk Turquía        | Hans Gstöttner · Alemania        |
| 90 kg  | Rasul Jadem Irán             | Majarbek Jadartsev · Rusia       | Melvin Douglas Estados Unidos    |
| 100 kg | Arawat Sabejew · Alemania    | Davud Məhəmmədov Azerbaiyán      | David Musulbes · Rusia           |
| 130 kg | Mahmut Demir Turquía         | Bruce Baumgartner Estados Unidos | Alexei Medvedev Bielorrusia      |

### Lucha libre femenina
| Evento | Oro                              | Plata                           | Bronce                          |
| ------ | -------------------------------- | ------------------------------- | ------------------------------- |
| 44 kg  | Shoko Yoshimura Japón            | Tatiana Karamchakova · Rusia    | Dana Durecová · República Checa |
| 47 kg  | Miho Adachi Japón                | Margaret LeGates Estados Unidos | Hélène Escaich Francia          |
| 50 kg  | Miyu Yamamoto Japón              | Anna Gomis Francia              | Yelena Yegoshina · Rusia        |
| 53 kg  | Akemi Kawasaki Japón             | Shannon Williams Estados Unidos | Sophie Pluquet Francia          |
| 57 kg  | Line Johansen · Noruega          | Zohya Dahmani Francia           | Sara Eriksson · Suecia          |
| 61 kg  | Nikola Hartmann-Dünser · Austria | Isabelle Dourthe Francia        | Natalia Ivanova · Rusia         |
| 65 kg  | Yayoi Urano Japón                | Doris Blind Francia             | Mariya Kremskaya · Ucrania      |
| 70 kg  | Christine Nordhagen · Canadá     | Elmira Kurbanova · Rusia        | Mikiko Miyazaki Japón           |
| 75 kg  | Mitsuko Funakoshi Japón          | Yevgueniya Osipenko · Rusia     | Elizaveta Toleva Bulgaria       |

## Medallero
| Núm. | País            | Oro | Plata | Bronce | Total |
| ---- | --------------- | --- | ----- | ------ | ----- |
| 1    | Rusia           | 6   | 5     | 5      | 16    |
| 2    | Japón           | 6   | 0     | 1      | 7     |
| 3    | Alemania        | 4   | 0     | 2      | 6     |
| 4    | Cuba            | 3   | 2     | 0      | 5     |
| 5    | Turquía         | 2   | 1     | 0      | 3     |
| 6    | Bulgaria        | 1   | 1     | 2      | 4     |
| 6    | Irán            | 1   | 1     | 2      | 4     |
| 8    | Polonia         | 1   | 1     | 1      | 3     |
| 9    | Moldavia        | 1   | 1     | 0      | 2     |
| 10   | Austria         | 1   | 0     | 0      | 1     |
| 10   | Canadá          | 1   | 0     | 0      | 1     |
| 10   | Kazajistán      | 1   | 0     | 0      | 1     |
| 10   | Noruega         | 1   | 0     | 0      | 1     |
| 14   | Francia         | 0   | 5     | 2      | 7     |
| 15   | Estados Unidos  | 0   | 3     | 2      | 5     |
| 16   | Azerbaiyán      | 0   | 3     | 0      | 3     |
| 17   | Bielorrusia     | 0   | 2     | 2      | 4     |
| 18   | Ucrania         | 0   | 1     | 4      | 5     |
| 19   | Georgia         | 0   | 1     | 1      | 2     |
| 20   | Corea del Sur   | 0   | 1     | 0      | 1     |
| 20   | Finlandia       | 0   | 1     | 0      | 1     |
| 22   | Suecia          | 0   | 0     | 2      | 2     |
| 23   | Italia          | 0   | 0     | 1      | 1     |
| 23   | Kirguistán      | 0   | 0     | 1      | 1     |
| 23   | República Checa | 0   | 0     | 1      | 1     |
|      | TOTAL           | 29  | 29    | 29     | 87    |